# Söldner-X: Himmelsstürmer
Söldner-X: Himmelsstürmer è un videogioco sparatutto a scorrimento sviluppato da SideQuest Studios e pubblicato da Eastasiasoft per Microsoft Windows nel 2007 e per PlayStation 3, tramite PlayStation Network, nel 2008.

## Trama
In un ipotetico futuro la Terra è stata invasa da un virus alieno, in grado di infettare organismi biologici e creature artificiali mutandone la natura e trasformandoli in feroci strumenti di morte. L'ultima speranza per la salvezza di tutti è riposta in un mercenario, che a bordo di un caccia dovrà attraversare svariate metropoli, giungle e cinture di asteroidi per debellare l'epidemia alla fonte una volta per tutte.

## Modalità di gioco
Söldner-X è uno sparatutto a scorrimento orizzontale 2D classico che presenta un sistema di combo, l'impossibilità di utilizzare a lungo la medesima arma, degli extra che porteranno a degli effetti negativi ed uno status chiamato Berserker, il quale si attiverà quando l'energia del caccia sarà al minimo.

## Colonna sonora
La musica del gioco è opera del tedesco Rafael Dyll. La colonna sonora è disponibile nell'edizione limitata del gioco per PC (17 tracce). Una versione ampliata, Söldner-X: Himmelsstürmer OST Complete Edition (25 tracce), include tracce aggiuntive provenienti dalla versione PS3, è stata pubblicata il 3 novembre 2008.

## Accoglienza
| Testata                                 | Versione | Giudizio |
| --------------------------------------- | -------- | -------- |
| Metacritic (media al 18-03-2020)        | PS3      | 63%      |
| IGN                                     | PS3      | 8/10     |
| Play Generation                         | PS3      | 80/100   |
| PSM3                                    | PS3      | 59/100   |
| PlayStation Official Magazine – UK (UK) | PS3      | 60/100   |
| Eurogamer (USA)                         | PS3      | 6/10     |
| Eurogamer (PRT)                         | PS3      | 6/10     |
| Retro Gamer                             | PS3      | 52/100   |
| Play                                    | PC       | 7.5/10   |
| Defunct Games                           | PC       | B        |
| Jeuxvideo.com                           | PS3      | 16/20    |

Il sito web aggregatore di recensioni Metacritic diede al gioco un punteggio di 63% sulla base di undici recensioni, facendolo rientrare nelle "recensioni miste o nella media". Jeff Haynes di IGN gli diede un 8, definendolo "impressionante".
La rivista Play Generation gli assegnò un 80/100, trovandolo ispirato a "mostri sacri" come R-Type e Gradius, ma non al loro livello, in quanto "frenetico e a tratti frustrante". PSM3 non lo trovò molto emozionante per via delle armi deboli date in uso al giocatore, ai cattivi in gran parte generici (escluse le vespe spaziali giganti) e ai boss noiosi. PlayStation Official Magazine – UK sostenne che dopo alcune ore sarebbe prevalsa la frustrazione piuttosto che il divertimento vero e proprio. Christian Donlan di Eurogamer affermò che sebbene fosse sempre competente, raramente si dilettava nel proprio arsenale e il risultato era quello di un gioco in cui sparare non sembra mai un grosso problema. Ricardo Madeira della versione portoghese dello stesso sito invece scrisse che Söldner-X non era davvero un'esperienza divertente. L'alta difficoltà e l'occasionale ripetitività degli stessi livelli potevano solo aumentare la frustrazione ogni qualvolta ci si giocava.
Retro Gamer lo bocciò ritenendolo un titolo puramente monotono. Mike Griffin di Play trattò la versione per Windows e considerò raffinato il sound design e energica e memorabile la colonna sonora composta da Rafael Dyll con un sintetizzatore. Fu poi considerato lo sparatutto orizzontale di nuova generazione più nitido fino all'arrivo di Omega Five di Natsume per Xbox 360. Il vero divertimento del titolo risiedeva nel suo bilanciamento intelligente, nei modelli di catena che creavano dipendenza e nelle statistiche accumulate. Anche Josh Dollins di Defunct Games scrisse una recensione dell'edizione originale per PC, trovando un gioco di prim'ordine con una grafica eccellente e valori di produzione professionali. Il sito francese Jeuxvideo.com trovò che con Söldner-X: Himmelsstürmer il PSN accoglieva uno sparatutto vecchio stile che non doveva vergognarsi del confronto con Gradiun o R-Type. Beneficiando di un gameplay ben provato e di una splendida grafica, questo titolo sapeva dimostrare che gli sparatutto avevano ancora un futuro. In conclusione fu consiglio a chi fosse in cerca di una vera sfida e fosse nostalgico dei cabinati arcade.

## Sequel
Un sequel intitolato Söldner-X 2: Final Prototype fu pubblicato esclusivamente per PlayStation 3, nuovamente tramite PlayStation Network, nei primi mesi del 2010. Il seguito presenta sette livelli più tre aggiuntivi come DLC. Nei primi mesi del 2015 uscì anche per PlayStation Vita.